# Gitee

Gitee(중국어 간체자: 码云, 정체자: 碼雲, 병음: Mǎyún)는 Git을 사용하여 소프트웨어 버전 제어를 허용하는 온라인 포지(forge) 도구이며 주로 오픈 소스 소프트웨어 호스팅을 위해 만들어졌다. Gitee는 2013년 선전시에 본사를 둔 OSChina에 의해 출시되었다. Gitee는 천만 개 이상의 저장소와 500만 명 이상의 사용자를 보유하고 있다고 주장한다.
Gitee는 중국 정부의 산업 정보 기술부에서 "중국을 위한 독립적인 오픈 소스 코드 호스팅 플랫폼"을 만들기 위해 선정되었다.

## 검열 논란
2022년 5월 18일 Gitee는 모든 코드가 공개되기 전에 수동으로 검토될 것이라고 발표했다. Gitee는 변경 이유를 명시하지 않았지만 중국 내 온라인 검열이 증가하는 가운데 중국 정부가 명령한 것이라는 추측이 널리 퍼져 있었다.

## 같이 보기
- 깃허브
- 깃랩